# Globe céleste (Louvre)
Pour les articles homonymes, voir Globe céleste (homonymie).
Le globe céleste du musée du Louvre est un globe céleste datant de 1144. Il est fabriqué en bronze et en argent, suspendu à un méridien en bronze. Il décrit les étoiles fixes dont les noms sont gravés en lettres coufiques, ainsi que les constellations et les signes du zodiaque.
Le globe est signé Yunus b.al-Husayn al-Asturlabi. Les représentations célestes reposent sur l'Almageste de Ptolémée comme en fait foi une inscription gravée sur le globe en écriture coufique: « Ce globe comprend toutes les constellations contenues dans l'Almageste compte tenu de la durée écoulée entre les calculs de Ptolémée et l'an 540 de l'hégire »,.
On y retrouve donc les 48 constellations de Ptolémée, dont l'iconographie est assez proche de celle contenue dans les ouvrages  d'Aratos de Soles, dont l'œuvre était également connue par les arabes et par Ptolémée lui-même qui conserva les noms des étoiles contenus dans son œuvre. Les représentations des constellations sur le globe céleste du Louvre furent toutefois adaptées, soit par la création de nouveaux noms pour désigner certaines constellations, soit par l'ajout d'accessoires décoratifs et la suppression de représentations de nudités.
Chacune des 1025 étoiles du globe est indiquée par un point en argent dont la grosseur varie en fonction de la luminosité de l'étoile. Pour chaque constellation, les étoiles sont accompagnées d'une inscription dans la notation alphanumérique abjad et classées, ainsi, selon leur magnitude.
Le globe était utilisé avec un compas et des zij.
Selon Sophie Makariou, le globe est considéré comme le plus ancien globe arabe connu de la partie orientale du monde islamique, les deux globes antérieurs ayant été probablement exécutés à Valence  à la fin du XIe siècle.